# Uvrstitve slovenskih olimpijcev
Uvrstitve slovenskih športnikov na olimpijskih igrah moderne dobe. 

## Poletne olimpijske igre 1912
2. mesto
- Rudolf Cvetko (sabljanje, ekipno)

## Poletne olimpijske igre 1924
1. mesto
- Leon Štukelj (gimnastika, drog)
- Leon Štukelj (gimnastika, mnogoboj)

4. mesto
- Stane Hlastan (gimnastika, konj)
- Leon Štukelj (gimnastika, preskok)
- Leon Štukelj (gimnastika, krogi)
- Stane Hlastan (gimnastika, konj na šir)
- Leon Štukelj, Janez Porenta, Stane Žilič, Mihael Oswald, Stane Derganc, Stane Hlastan, Rastko Poljšak in Jože Primožič (gimnastika, vrsta)

5. mesto
- Stane Žilič (gimnastika, plezanje po vrvi)
- Stane Derganc (gimnastika, konj)
- Janez Porenta (gimnastika, preskok)

6. mesto
- Stane Derganc (gimnastika, konj)
- Janez Porenta (gimnastika, plezanje po vrvi)
- Stane Derganc (gimnastika, konj z ročaji)

## Poletne olimpijske igre 1928
1. mesto
- Leon Štukelj (gimnastika, krogi)

2. mesto
- Jože Primožič (gimnastika, bradlja)

3. mesto
- Leon Štukelj (gimnastika, mnogoboj)
- Leon Štukelj, Jože Primožič, Anton Malej, Boris Gregorka, Janez Porenta in Stane Derganc (gimnastika, vrsta)

4. mesto
- Jože Primožič (gimnastika, preskok)

5. mesto
- Jože Primožič (gimnastika, mnogoboj)

6. mesto
- Jože Primožič (gimnastika, drog)

7. mesto ;
- Leon Štukelj (gimnastika, bradlja)

## Zimske olimpijske igre 1936
10. mesto
- Franc Smolej (nordijsko smučanje, 50 km)

## Poletne olimpijske igre 1936
2. mesto
- Leon Štukelj (gimnastika, krogi)

4. mesto
- Lidija Rupnik, Marta Pustišek, Katarina Hribar in Ančka Goropenko (ženska gimnastika, ekipno)

6. mesto
- Konrad Grilc, Jože Primožič, Leon Štukelj, Miroslav Forte, Jože Vadnov, Janez Pristov in Boris Gregorka (gimnastika, vrsta)

10. mesto
- Branko Ziherl (skoki z deske)

## Zimske olimpijske igre 1948
9. mesto
- Tone Razinger, Matevž Kordež, Tone Pogačnik in Jože Knific (smučarski teki, 4 x 10 km)

## Poletne olimpijske igre 1948
5. mesto
- Tone Cerar (plavanje, 200 m)
- Ciril Pelhan (plavanje, štafeta 4x200 m prosto)

## Poletne olimpijske igre 1952
3. mesto
- Sonja Rozman, Milica Rožman in Ada Smolnikar (gimnastika, skupinski nastop z obroči)

## Poletne olimpijske igre 1956
5.mesto
- Stanko Lorger (atletika, 110 m ovire)

8. mesto
- Nada Kotlušek (atletika, suvanje krogle)

9. mesto
- Milena Usenik (atletika, suvanje krogle)

## Poletne olimpijske igre 1960
5. mesto
- Miro Cerar (gimnastika, drog)

8. mesto
- Miro Cerar (gimnastika, mnogoboj)
- Janko Kosmina, Mario Fafangel (jadranje)
- Janez Žirovnik (kolesarstvo, cestna dirka)

9. mesto
- Mirko Kolnik (atletika, deseteroboj)

10. mesto
- Milena Usenik (atletika, suvanje krogle)

## Poletne olimpijske igre 1964
1. mesto
- Miro Cerar (gimnastika, konj)

3. mesto
- Miro Cerar (gimnastika, drog)

4. mesto
- Boris Klavora, Vekoslav Skalak, Jože Berc, Alojz Colja, Lucijan Kleva, Jadran Barut in Marko Mandić (veslanje, osmerec)

5. mesto
- Draga Stamejčič (atletika, peteroboj)

6. mesto
- Miro Cerar (gimnastika, bradlja)

7. mesto
- Miro Cerar (gimnastika, mnogoboj)
- Draga Stamejčič (atletika, 80 m ovire)

8. mesto
- Franc Červan (atletika, 10.000 m)

## Zimske olimpijske igre 1968
9. mesto
- Ludvik Zajc (nordijsko smučanje, skoki na veliki skakalnici)

35. mesto
- Alojz Kerštajn (nordijsko smučanje, teki 50 km)

40. mesto
- Alojz Kerštajn (nordijsko smučanje, teki 15 km)

44. mesto
- Alojz Kerštajn (nordijsko smučanje, teki 30 km)

## Poletne olimpijske igre 1968
1. mesto
- Miro Cerar (gimnastika, konj)

2. mesto
- Ivo Daneu in Aljoša Žorga (ekipno košarka)

6. mesto
- Miro Cerar, Janez Brodnik, Milenko Kersnič, Miloš Vratič, Tine Šrot (gimnastika, ekipno)
- Nataša Urbančič (atletika, met kopja)

## Zimske olimpijske igre 1972
8. mesto
- Danilo Pudgar (nordijsko smučanje, skoki na veliki skakalnici)

10. mesto
- Peter Štefančič (nordijsko smučanje, skoki na normalni skakalnici)

## Poletne olimpijske igre 1972
5. mesto
- Nataša Urbančič (atletika, met kopja)
- Vinko Jelovac (ekipno košarka)

6. mesto
- Janez Andrejašič in Peter Guzelj (kajak)

## Poletne olimpijske igre 1976
2. mesto
- Vinko Jelovac (košarka)

5. mesto
- Vlado Bojović in Radivoj Krivokapić (rokomet)

9. mesto
- Bojan Postružnik (lokostrelstvo)

## Zimske olimpijske igre  1980
4. mesto
- Bojan Križaj (alpsko smučanje, veleslalom)

8. mesto
- Boris Strel (alpsko smučanje, veleslalom)

## Poletne olimpijske igre 1980
5. mesto
- Rok Kopitar (atletika, 400 m ovire)
- Borut Petrič (plavanje, 1500 m prosto)
- Peter Mahne (rokomet)

## Zimske olimpijske igre 1984
2. mesto
- Jure Franko (alpsko smučanje, veleslalom)

5. mesto
- Boris Strel (alpsko smučanje, veleslalom)

7. mesto
- Bojan Križaj (alpsko smučanje, slalom)

9. mesto
- Bojan Križaj (alpsko smučanje, veleslalom)

## Poletne olimpijske igre 1984
1. mesto
- Rolando Pušnik (rokomet)
- Alenka Cuderman (rokomet)

3. mesto
- Srečko Katanec in Marko Elsner (nogomet)

5. mesto
- Filip Leščak (judo, do 78 kg)
- Polona Dornik (košarka)

6. mesto
- Darjan Petrič (plavanje, 1500 m prosto)

7. mesto
- Bojan Ropret (kolesarstvo, cestna dirka)

8. mesto
- Franc Očko (judo, 65 kg)

## Zimske olimpijske igre 1988
2. mesto
- Mateja Svet (alpsko smučanje, slalom)
- Miran Tepeš, Matjaž Zupan, Primož Ulaga in Matjaž Debelak (nordijsko smučanje, skoki ekipno)

3. mesto
- Matjaž Debelak (nordijsko smučanje, skoki na veliki skakalnici)

4. mesto
- Mateja Svet (alpsko smučanje, superveleslalom)
- Miran Tepeš (nordijsko smučanje, skoki na normalni skakalnici)

9. mesto
- Tomaž Čižman (alpsko smučanje, superveleslalom)
- Rok Petrovič (alpsko smučanje, veleslalom)
- Grega Benedik (alpsko smučanje, slalom)
- Mojca Dežman (alpsko smučanje, slalom)
- Matjaž Zupan (nordijsko smučanje, skoki na veliki skakalnici)

10. mesto
- Miran Tepeš (nordijsko smučanje, skoki na veliki skakalnici)

## Poletne olimpijske igre 1988
2. mesto
- Jure Zdovc (košarka)
- Polona Dornik in Stojna Vangelovska (košarka)

3. mesto
- Sadik Mujkič in Bojan Prešeren (veslanje, dvojec brez krmarja)
- Rolando Pušnik in Iztok Puc (rokomet)

4. mesto
- Dragana Pešić (rokomet)

8. mesto
- Darjan Petrič (plavanje, 1500 m prosto)
- Sašo Mirjanič, Milan Janša in Roman Ambrožič (veslanje, dvojec s krmarjem)

## Poletne olimpijske igre 1992
3. mesto ;
- Denis Žvegelj in Iztok Čop (veslanje, dvojec brez krmarja) -Prva Olimpijska medalja za samostojno Slovenijo
- Sadik Mujkič, Milan Janša, Sašo Mirjanič in Jani Klemenčič (veslanje, četverec brez krmarja)

## Zimske olimpijske igre 1992
50. mesto
- Robert Kerštajn (nordijsko smučanje, teki 30 km klasično)

58. mesto ;
- Robert Kerštajn (nordijsko smučanje, teki 50 km prosto)

67. mesto
- Robert Kerštajn (nordijsko smučanje, teki 25 km zasledovalno)

74. mesto
- Robert Kerštajn (nordijsko smučanje, teki 10 km klasično)

## Poletne olimpijske igre 1996
2. mesto ;
- Brigita Bukovec (Atletika, 100 ovire)
- Andraž Vehovar (Kajak Kanu na divjih vodah, slalom)

4. mesto ;
- Sadik Mujkič, Milan Janša, Jani Klemenčič in Denis Žvegelj (veslanje, četverec brez krmarja)
- Iztok Čop (veslanje, enojec)

## Poletne olimpijske igre 2000
1. mesto ;
- Rajmond Debevec (Streljanje, malokalibrska puška 3x40)
- Iztok Čop, Luka Špik (veslanje, dvojni dvojec)

4. mesto ;
- Matej Prelog, Rok Kolander, Milan Janša, in Jani Klemenčič (veslanje, četverec brez krmarja)

8.mesto;
- Moška rokometna reprezentanca

## Poletne olimpijske igre 2004
2. mesto
- Iztok Čop in Luka Špik (veslanje, dvojni dvojec)

3. mesto
- Jolanda Čeplak (atletika, 800 m)
- Vasilij Žbogar (jadranje, laser)
- Urška Žolnir (judo, do 63 kg)

4. mesto
- Vesna Dekleva in Klara Maučec (jadranje, 470-ženske)

6. mesto
- Primož Kozmus (atletika, kladivo)

9. mesto
- Jani Klemenčič, Miha Pirih, Tomaž Pirih in Gregor Sračnjek (veslanje, četverec brez krmarja)
- Andrej Hrabar in Matija Pavšič (veslanje, dvojec brez krmarja)
- Davor Mizerit (veslanje, enojec)

10. mesto
- Merlene Ottey (atletika, 100 m)

11. mesto
- Miran Vodovnik (atletika, suvanje krogle), Moška rokometna reprezentanca

15. mesto
- Matic Osovnikar (atletika, 200 m)

16. mesto
- Merlene Ottey (atletika, 200 m)

22. mesto
- Alenka Bikar (atletika, 200 m)

24. mesto
- Matija Šestak (atletika, 400 m)

25. mesto
- Jure Rovan (atletika, palica)
- Teja Melink (atletika, palica)

26. mesto
- Matic Osovnikar (atletika, 100 m)

31. mesto
- Igor Primc (atletika, met diska)

33. mesto
- Boštjan Buč (atletika, 3000 m z ovirami)

36. mesto
- Tina Čarman (atletika, daljina)

37. mesto
- Boštjan Šimunič (atletika, troskok)

39. mesto
- Gregor Cankar (atletika, daljina)

53. mesto
- Roman Kejžar (atletika, maraton)

## Zimske olimpijske igre 2006
6. mesto
- Andreja Mali, Dijana Grudiček, Tadeja Brankovič in Teja Gregorin (biatlon, 4 x 6 km štafeta)
- Dejan Košir (deskanje na snegu, paralelni veleslalom)
- Petra Majdič (smučarski teki, 10 km klasično)

7. mesto
- Rok Flander (deskanje na snegu, paralelni veleslalom)

8. mesto
- Petra Majdič (smučarski teki, 1,1 km šprint)

9. mesto
- Ana Drev (alpsko smučanje, veleslalom)

10. mesto
- Jernej Damjan, Primož Peterka, Rok Benkovič in Robert Kranjec (smučarski skoki, ekipno)
- Janez Marič, Janez Ožbolt, Klemen Bauer in Matjaž Poklukar (biatlon, 4 x 7.5 km štefeta)

## Poletne olimpijske igre 2008
1. mesto
- Primož Kozmus, (atletika, met kladiva)

2. mesto
- Sara Isakovič, (plavanje, 200 m prosto)
- Vasilij Žbogar, (jadranje, laser)

3. mesto
- Lucija Polavder, (judo, ženske nad 78 kg)
- Rajmond Debevec, (strelstvo, malokalibrska puška v trojnem položaju)

4. mesto
- Rok Kolander, Miha Pirih, Tomaž Pirih, Rok Rozman (veslanje, četverec brez krmarja)

5. mesto
- Mitja Petkovšek (gimnastika, bradlja)

6. mesto
- Luka Špik in Iztok Čop (veslanje, dvojni dvojec)
- Marija Šestak (atletika, troskok)

7. mesto
- Urška Žolnir (judo, ženske do 63 kg)
- Gašper Vinčec (jadranje, finn)

## Zimske olimpijske igre 2010
2. mesto
- Tina Maze (alpsko smučanje, super veleslalom)
- Tina Maze (alpsko smučanje, veleslalom)

3. mesto
- Petra Majdič (smučarski teki, Sprint)

## Poletne olimpijske igre 2012
1. mesto
- Urška Žolnir, (judo, ženske do 63 kg)

2. mesto
- Primož Kozmus, (atletika, met kladiva)

3. mesto
- Iztok Čop in Luka Špik, (veslanje, dvojni dvojec)
- Rajmond Debevec, (strelstvo, 50 metrov MK puška leže moški)

## Zimske olimpijske igre 2014
1. mesto
- Tina Maze, (alpsko smučanje, smuk)
- Tina Maze, (alpsko smučanje, veleslalom)

2. mesto
- Peter Prevc, (smučarski skoki, mala skakalnica)
- Žan Košir, (Deskanje na snegu, paralelni slalom)

3. mesto
- Vesna Fabjan, (smučarski teki, šprint)
- Teja Gregorin, (biatlon, zasledovanje)
- Peter Prevc, (smučarski skoki, velika skakalnica)
- Žan Košir, (Deskanje na snegu, paralelni veleslalom)

## Poletne olimpijske igre 2016
1. mesto
- Tina Trstenjak, (judo, ženske do 63 kg)

## Zimske olimpijske igre 2018
7. mesto
- Nika Križnar, (smučarski skoki, mala skakalnica)

14. mesto
- Ema Klinec, (smučarski skoki, mala skakalnica)

22. mesto
- Špela Rogelj, (smučarski skoki, mala skakalnica)

30. mesto
- Urša Bogataj, (smučarski skoki, mala skakalnica)

## Poletne olimpijske igre 2020
1. mesto
- Benjamin Savšek, (kajak kanu, kanu na divjih vodah)
- Primož Roglič, (kolesarstvo, kronometer)
- Janja Garnbret, (športno plezanje, kombinacija)

2. mesto
- Tina Trstenjak, (judo, ženske do 63 kg)

3. mesto
- Tadej Pogačar, (kolesarstvo, moška cestna dirka)

4. mesto
- Luka Dončić, Klemen Prepelič, Gregor Horvat, Žiga Dimec, Jaka Blažič, Luka Rupnik, Aleksej Nikolić, Zoran Dragić, Vlatko Čančar, Jakob Čebašek, Mike Tobey, Edo Murić(košarka, slovenska moška reprezentanca)

## Zimske olimpijske igre 2022
1. mesto
- Urša Bogataj, (smučarski skoki, mala skakalnica)
- Urša Bogataj, Nika Križnar, Timi Zajc, Peter Prevc, (smučarski skoki, mala skakalnica, mešana ekipna tekma)

2. mesto
- Tim Mastnak, (deskanje na snegu, paralelni veleslalom)
- Žan Kranjec, (alpsko smučanje, moški veleslalom)
- Lovro Kos, Cene Prevc, Timi Zajc, Peter Prevc, (smučarski skoki, velika skakalnica, ekipna tekma)

3. mesto
- Nika Križnar, (smučarski skoki, mala skakalnica)
- Gloria Kotnik, (deskanje na snegu, paralelni veleslalom)

4. mesto
- Peter Prevc, (smučarski skoki, mala skakalnica)

5. mesto
- Ema Klinec, (smučarski skoki, mala skakalnica)
- Andreja Slokar, (alpsko smučanje, slalom)

7. mesto
- Meta Hrovat, (alpsko smučanje, veleslalom)

9. mesto
- Špela Rogelj, (smučarski skoki, mala skakalnica)
- Timi Zajc, (smučarski skoki, mala skakalnica)

13. mesto
- Anže Lanišek, (smučarski skoki, mala skakalnica)

28. mesto
- Lovro Kos, (smučarski skoki, mala skakalnica)